# بیمارستان مادران الصابئین
بیمارستان مادران الصابئین (به عربی: مستشفی السبعین للأمومة) یک بیمارستان در یمن است که در صنعا واقع شده‌است.